# Janek Gwizdala
Janek Gwizdala (ur. 19 listopada 1978 w Londynie) – brytyjski muzyk jazzowy, grający na gitarze basowej, producent muzyczny. Od 1998 roku mieszka w Stanach Zjednoczonych. Jest autorem kilku książek poświęconych zagadnieniom gry na gitarze basowej.

## Życiorys

### Początek edukacji muzycznej
Janek Gwizdala urodził się w Londynie, w rodzinie polskiego pochodzenia (ze strony ojca). Wyrastał w atmosferze muzycznej, słuchając wykonawców ulubionych przez jego matkę: Joni Mitchell, Boba Dylana, Suzanne Vegi, Tracy Chapman, Leonarda Cohena oraz licznych utworów muzyki poważnej. Sam słuchał wykonawców typu Michaela Jacksona i Madonny. 
Mając 12 lat zaczął grać na gitarze klasycznej, a później na perkusji. Mając 16 lat pod wpływem gry Laurence’a Cottle’a zainteresował się gitarą basową. W wieku 18 lat rozpoczął naukę w Królewskiej Akademii Muzycznej. Wkrótce jednak, po spotkaniu z Florą Purim w klubie Ronniego Scotta w Londynie zrezygnował z nauki dając się przekonać do wyjazdu do Stanów Zjednoczonych i do studiów w Berklee College of Music.

### Przyjazd do Stanów Zjednoczonych
Studia rozpoczął w 1998 roku. W 2000 roku przyjechał do Nowego Jorku. Zaczął grac z Hiramem Bullockiem, którego poznał dzięki Kenwardowi Dennardowi z Berklee College of Music. Pierwsze lata w Nowym Jorku upłynęły mu na wypracowaniu własnego stylu. Grając na gitarze basowej 5-strunowej ze struną dodatkową C i z obniżoną akcją strun zaczął być kojarzony z pewnym stylem i podejściem, które stały się wiodące we współczesnym jazzie, a które tworzy grupa muzyków nowojorskich grających na gitarach basowych, wyprodukowanych przez firmę Fodera, w tym tacy jak: Anthony Jackson, Victor Lemonte Wooten, Richard Bona, Tom Kennedy, Oteil Burbridge, Matt Garrison, James Genus, Christian McBride, Michel Labex Labaki, Tony Grey, Reggie Young.
Na przełomie 2004/2005 roku wydał własnym nakładem swój debiutancki album, Mystery To me: Live in New York, nagrany i zmiksowany w listopadzie 2004 roku z udziałem: Tima Millera (gitara), Jojo Mayera (perkusja), Grégoire’a Mareta (harmonijka ustna), Gretchen Parlato (śpiew), Elliota Masona (instrumenty klawiszowe, trąbka basowa, puzon), Johna Ellisa (klarnet basowy, saksofon sopranowy) i Marka Turnera (saksofon tenorowy).
W 2010 roku otworzył internetową szkołę gry na gitarze basowej, videobasslessons.tv. 26 października tego samego roku wydał swój kolejny album, The Space in Between, nagrany z udziałem Jojo Mayera (perkusja), Mike’a Sterna (gitara), Tima Millera (gitara), Jamesa Valentine’a (gitara), Airta Moreiry (instrumenty perkusyjne, śpiew), Douga Wamble’a (gitara, spiew), Auduna Waage (trąbka) i Boba Reynoldsa (saksofon tenorowy).

## Współpraca
Jako muzyk współpracował z takimi artystami jak: Airto Moreira, Delta Goodrem, Flora Purim, Gary Husband, Jem, Paul Shafer, John Mayer, Jojo Mayer, Mike Stern, Pat Metheny, Marcus Miller, Hiram Bullock, Peter Erskine, Randy Brecker, V. V. Brown i Wayne Krantz, natomiast jako producent muzyczny – z Ronnym Jordanem i Mikiem Phillipsem. 

## Życie prywatne
3 września 2011 roku ożenił się z Bethany Geaber.

## Dyskografia

### Albumy solowe
- 2004 – Mystery To Me: Live in New York
- 2007 – Live at the 55Bar
- 2010 – The Space In Between
- 2012 – It Only Happens Once
- 2013 – Theatre by the Sea
- 2014 – Motion Picture
- 2016 – American Elm
- 2019 – The Union

### Albumy koncertowe
- 2011 – Live at the Jamboree June 17th 2011 1st set
- 2011 – Live at the Jamboree June 17th 2011 1st set
- 2011 – Live at the Jamboree June 18th 2011 1st set
- 2011 – Live at the Jamboree June 18th 2011 1st set
- 2011 – Live In NYC Dec 2011[11]

### Muzyk sesyjny
- 2003 – At Last, Ronny Jordan[12]
- 2003 – Now & Them, Freeland[13]
- 2005 – Uncommon Denominator, Mike Phillips[14]
- 2007 – Synesthesia ,Nick Vayenas, (jako producent)[15]
- 2011 – A Live Life, Bob Reynolds[4]
- 2013 – Somewhere In Between, Bob Reynolds[4]

## Sprzęt

### Gitary basowe
- Fodera Imperial (skala 33", struny EADGC)
- Fender American Standard Precision Bass
- Fender Japan Medium Scale Aerodyne Jazz Bass (skala 32")
- 72 Fender Musicmaster Bass (skala 30")
- Mayones Jabba custom (5-strunowa)[4]

### Struny
- zestaw Dunlop Super Bright Steel[4]

### Urządzenia towarzyszące
- wzmacniacze: Amps Aguilar Tone Hammer 500 z 2 kolumnami Aguilar SL 112, Recording Noble Bass Preamp + DI
- efekty gitarowe: Nova Repeater TC Electronic RPT-1, Boss OC-2 Octave (japoński)
- efekt do basu: DOD FX32 Meat Box
- looper gitarowy: Ditto Looper
- tuner gitarowy: PolyTune Mini[4]

## Książki
- Songs nad Solos
- The Practice Routine Vol 1
- 2012 – You're a Musician. Now What?
- 2014 – All the good stuff – How I Practice